# Marinebrigade Ehrhardt

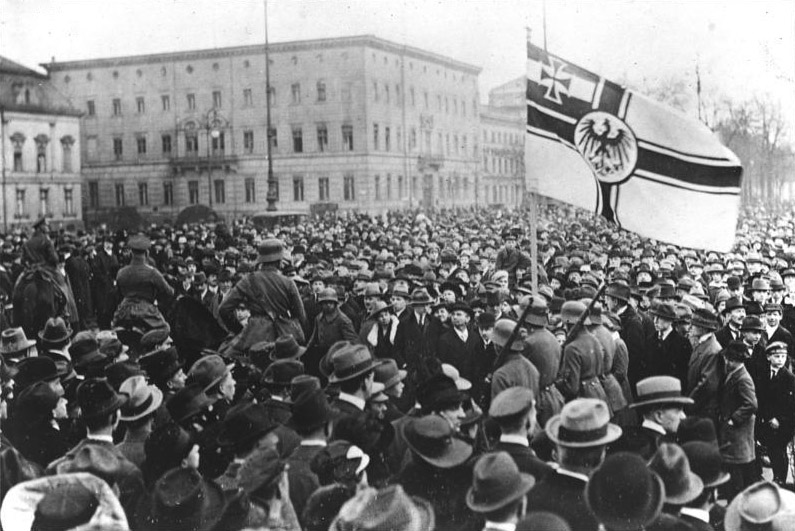
La Marinebrigade Erhardt durante el Kapp-Putsch en Berlín, 1920.

La Marinebrigade Ehrhardt era un grupo de Freikorps de alrededor de 6.000 hombres formado por el Capitán (Korvettenkapitän) Hermann Ehrhardt después de la Primera Guerra Mundial, también conocida como II.ª Brigada de Marina o Brigada Ehrhardt. Participó en la lucha por las ciudades del centro de Alemania y los puertos del noroeste, además de participar en el Kapp-Putsch.
La Brigada se formó a partir de expersonal naval en el área del Generalkommando des Garde-Korps (Berlín). Fue ordenado por el conservador nacionalista Hermann Ehrhardt y luchó junto a los Freiw.Landesschützenkorps bajo el mando del general von Roeder en la recuperación de los puertos del noroeste de Alemania, como Bremen, Cuxhaven y Wilhelmshaven, a principios de 1919. Después de la derrota de las fuerzas comunistas del norte, la brigada marchó hacia las ciudades industriales del centro de Alemania (junto con los Freiw.Landesjägerkorps, la I Marine Brigade, los Freikorps Hülsen, los Freikorps Görlitz y los Freikorps von Oven) para derrotar a los levantamientos comunistas locales.
Una vez sofocados los levantamientos, la Brigada se enfrentó a la República Soviética de Baviera durante la primavera de 1919. Constituyó solo una pequeña fracción del total de las fuerzas Freikorps, que totalizaron alrededor de 30 000 hombres. A finales de abril, los Freikorps se cerraron en Múnich. Los Guardias Rojos comenzaron a arrestar a presuntos "contrarrevolucionarios" y, el 29 de abril, ocho hombres, incluido el influyente Príncipe Gustavo de Thurn y Taxis, fueron ejecutados como "espías de derechas". Poco después, el 3 de mayo, los Freikorps atacaron y derrotaron a los voluntarios comunistas después de amargas peleas callejeras en las que murieron más de 1000 comunistas. Cerca de 800 hombres y mujeres fueron arrestados y ejecutados por los Freikorps.
En agosto de 1919, la Brigada fue a la Alta Silesia, donde los nacionalistas polacos habían intentado anexar por la fuerza la región a Polonia. Los Freikorps locales, reforzados por grupos como la Brigada y la III Brigada de Infantería de Marina, reprimieron fácilmente el primer levantamiento de Silesia.
Después de la firma del Tratado de Versalles, la nueva República de Weimar no tenía amigos ni en los Freikorps ni en el antiguo ejército imperial y florecieron muchas conspiraciones. La Marinebrigade Ehrardt estuvo involucrado en uno de ellos, el Kapp-Lüttwitz Putsch.

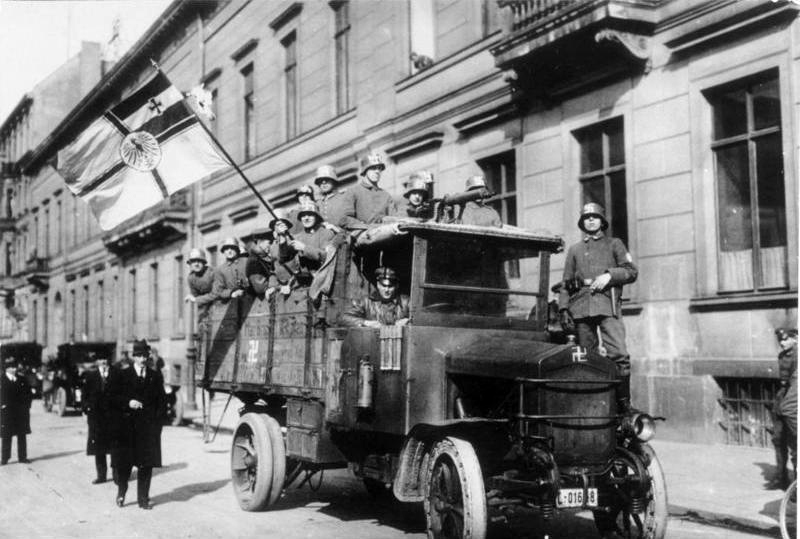
La Marinebrigade Erhardt durante el Kapp-Putsch en Berlín, 1920.

En marzo de 1920 se emitieron órdenes para la disolución de la Brigada. Sus líderes estaban decididos a resistir la disolución y solicitaron apoyo al General Walther von Lüttwitz, comandante de las Fuerzas Armadas de la República de Weimar (Reichswehr) en Berlín. Lüttwitz, un organizador de las unidades de Freikorps en 1918-19 y un monárquico ferviente, respondió pidiendo al presidente Ebert y al ministro de Defensa Noske que detuvieran la disolución. Cuando Ebert se negó, Lüttwitz ordenó a la Brigada marchar hacia Berlín. Ocupó la capital el 13 de marzo. Lüttwitz, por lo tanto, fue la fuerza impulsora detrás del golpe de Estado. Su líder nominal, sin embargo, fue Wolfgang Kapp, un funcionario prusiano, ferviente nacionalista del Este.
El Reichswehr, bajo las órdenes del Chef der Heeresleitung, el General Hans von Seeckt, uno de los comandantes superiores del Reichswehr, no trató de enfrentarse a los rebeldes, pero su único apoyo adicional provino de algunos pequeños grupos de Freikorps, y la única que hizo un movimiento serio fue la III Brigada Marina, bajo Von Löwenfeld, en Silesia, quien tomó la capital regional, Breslau. El gobierno emitió una proclama pidiendo a los sindicatos alemanes que derrotaran el golpe de Estado mediante una huelga general. La huelga recibió un apoyo masivo y, para el 18 de marzo, el Putsch había sido un gran fracaso.
Después del Putsch, el General von Seeckt ordenó que la Marinebrigade Ehrhardt fuera disuelta, pero continuó funcionando bajo diferentes coberturas, como la Bund ehemaliger Ehrhardtoffiziere, la Organización Cónsul y la Sportverein Olympia.